# Cuneoppia
Cuneoppia är ett släkte av kvalster. Cuneoppia ingår i familjen Cuneoppiidae.
Cuneoppia är enda släktet i familjen Cuneoppiidae.
Kladogram enligt Catalogue of Life:
| Cuneoppia | \| \| Cuneoppia dogmai \| \| \| \| \| \| Cuneoppia laticeps \| \| \| \| |
|           | \| \| Cuneoppia dogmai \| \| \| \| \| \| Cuneoppia laticeps \| \| \| \| |
|           | Cuneoppia dogmai                                                        |
|           |                                                                         |
|           | Cuneoppia laticeps                                                      |
|           |                                                                         |